# هليلج قصير التويج

هليلج قصير التويج (الاسم العلمي:Terminalia brachystemma) هو نوع نباتي يتبع جنس الهليلج من الفصيلة القمبريطية.